# 少年キッズボウイ
少年キッズボウイ(少年キッズボウイ)は、日本の音楽グループ。2020年結成。トランペットを有する7人組(8人組)男女混成バンド。人数表記についてはメンバー項目にて後述。

## 概要
男女混合ボーカル、ほぼ全曲に登場するトランペット、SF、ファンタジー、オカルト等の物語調の歌詞、ロック、ヒップホップ、R&Bなどのジャンルの音楽をクロスオーバーさせた曲調が特徴の日本のバンドである。
以前までのキャッチコピーは「特盛頼んどいて残しちゃう。わんぱく集団」。「頼んだご飯を残すのはマナー違反」や「わんぱくで全て許されるなら警察はいらない」など多数ある。
影響を受けたアーティストは、ザ・ビーチ・ボーイズ、NATSUMEN、米米CLUB、すかんち、ムーンライダーズ、サニーデイ・サービス、ザ・フォーク・クルセダーズ、バレーボウイズ、筋肉少女帯、P-MODELなど。
現在、ライブ・メディア露出の際のメンバーは7人だが、テツ(ba)から脱退の申し出があった際、メンバーが引き留め、名誉顧問として残留、メンバー総人数は8人としている。

## 現在のメンバー

### アキラ
担当：ボーカル、ビブラ・スラップ
メインボーカル。2020年11月のライブから加入。映画鑑賞とガーデニングが趣味で、映画はB級カルト映画やホラー映画、アクション映画に至るまで週10本以上鑑賞している。ファッションへの造詣も深く、GBと共にTikTokのファッション紹介動画に出演している。常に無意識で毒を吐く為、メディア出演の際もバンドメンバーから要注意人物としてマークされていたが、自身の好感度を意識し始めた為か、2023年頃からは極度の空腹時にしか毒を吐かない。平沢進と細野晴臣のファンである。

### こーしくん
担当：ボーカル、タンバリン、カウベル
サブボーカル。カツマタ加入以前はギター・ボーカル。過去に「お前がメインボーカルの歌は売れない」と言われた事を根に持っていたが、レコーディングやライブの際に自身の割くリソースを減らすことで結果的に多くの利益余剰があることに気付く。この経験から自身が勤める会社に業務フローの見直しを提言したところ大幅なコストカットが可能となり、その功績から年収が250万増加した。自称シンデレラ・ボーイ。
ほぼ全曲の作詞作曲を行う。特に影響を受けたミュージシャンはザ・ビーチ・ボーイズのブライアン・ウィルソンとNATSUMENのAxSxE。歌詞を書く際には漫画から着想を得ることが多く、特に古谷実、道満晴明、遠藤浩輝、椎名高志の漫画から影響を公言している。

### 山岸
担当：ギター、ボーカル
元は自身がギター・ボーカルのバンドで活動していたが、サポート感覚で2020年1月より参加。バンド全体のマネジメントや編曲の方向性の決定等を行う実質的にはバンドリーダーである。J-POP、ネオアコ、インディー・ロック、シティ・ポップなどのジャンルの他、アンビエント・ミュージックやノイズミュージックなどの前衛音楽からも影響を受けている。帽子がトレードマークで、常日頃よりバケットハットを着用している。バンド随一の常識人で、重要な取材などには必ず招集され、メンバーやスタッフからも「令和のデイヴ・グロール」と呼ばれているが、他人の失敗を執拗以上に揶揄するような悪い一面もある。休日は家で1人ラジオ・パーソナリティのモノマネをして過ごしている。

### GB
担当：ドラム
サングラス、ヒゲ、カウボーイハットと奇抜なファッションが特徴。メンバーからは「GB1人で120dBくらい」と表現されるほど声のボリュームが大きい。音楽の趣向は、ロカビリー、ガレージ・パンク、ハードロックなどを好むが、ドラマーとしてはR&Bなどのジャンルにも対応できる素養を持っている。バンドメンバー選出の際の基準について、こーしくん(vo)が「楽器を弾けてルックスがいい人、そしてGB」と発言している。現役のアパレル店員であり、アキラと共にTikTokのファッション紹介動画に出演している。

### きもす
担当：トランペット
2020年1月にピアノ、キーボードのメンバー募集を見て、トランペットとして応募。候補者が他にいなかった為、加入した経歴を持つ。当時の状況について、きもす本人は「募集要項はよく確認していなかったが、試しに応募してみたらすんなり加入出来てラッキーだった」とコメントしている。
2022年8月より本名の「かなやま」から「きもす」に改名。トランペットとしての技量は高く、セッションイベントやビッグバンドなどにも参加している。料理への造詣も深く、特に珈琲とビールにはこだわりを持っている。

### カツマタ
担当：ギター
元はシンガーソングライターとして活動していたが、2021年7月に加入。猫背と顔色の悪さが特徴。ギターのフレーズについては、山岸がほとんど決めてしまうため、ギターソロのみカツマタが考えることが多い。

### 服部
担当：ベース
テツの活動休止に伴い、2023年3月に加入。春の狼煙のベーシスト。左利き用ベースを使用している。アキラ、山岸、テツの大学の軽音サークルの後輩。楽譜を書けるメンバーがきもすと服部の2人だけのため、編曲時に重要な役割を果たす。地味に頑固である。

### テツ
担当：名誉顧問
元ベース。リク脱退に伴い、加入。暇さえあれば、ソーシャルゲーム、家庭用ゲーム問わず常にゲームをプレイしており、編曲などは全て他のメンバーに任せている。2022年10月に脱退を申し出たが、山岸を中心としたメンバーが懇願したことにより、脱退を取り止め、現在は名誉顧問という肩書となった。2023年現在、忘年会にのみ参加する。

## 元メンバー

### ゆーり
担当：ボーカル
元ボーカル。初期メンバーの1人で、2020年9月、初ライブ直後に失踪し、脱退扱いとなる。2023年時点でおよそ3年ぶりに連絡が取れ、地元宮城県で餃子専門店を営んでいることが判明した。

### リク
担当：ベース
元ベース。初期メンバーの1人で、現在はインディーロックバンドCy Youngのギター。

## 略歴
2019年9月、サラリーマンであったこーしくんが、初任給の低さに絶望していたところ、資産運用の委託を目論む知人から言われた「大金を稼ぐなら仮想通貨に投資するかバンドでヒット曲を出すしかない」という一言でバンド結成を決意。曲作りを始める。同年10月、こーしくんが新宿ゴールデン街で出会ったゆーり、GB、リクおよび友人数名を招集し、「スラムドッグ・サリー」と「野生の動物の日々」をレコーディング。その後、本格的なバンド結成のため人伝にバンドメンバーを募集し、2020年1月に山岸ときもすが加入したことでバンド活動を開始する。その後、メンバー脱退および加入を経て、2023年2月に現行の体制となる。
2020年1月、こーしくん、GB、山岸、きもす、ゆーり、リクにより少年キッズボウイを結成。バンド名の由来は、ダウンタウンのコントに起因する。同年9月、下北沢mona recordsにて初ライブ。ゆーり脱退。同年10月、リク脱退。3曲入りシングル「EP」発売。メンバー脱退に伴い、シングル発売後はバンドを解散する予定であったが、セールスが良好だったため、バンドを継続する。同年11月、アキラ加入。MASH HUNT 11月度「MASH PUSH!」に選出される。
2021年6月、シングル「春の子供/だってTAKE IT EASY」発売。レコーディングの前日に当時リズムギターだったこーしくんが両腕を骨折したため、全ギターを山岸が演奏している。同年7月、カツマタ加入。こーしくんがギターボーカルからピンボーカルになる。同年12月、シングル「月刊ムー」配信開始。
2022年1月、シングル「南池袋セントラルパーク」配信開始。同年6月、シングル「スラムドッグ・サリー」配信開始。同年12月、シングル「ぼくらのラプソディー」配信開始。この曲以降Ladder Recordsよりのリリースとなる。MVは映像監督・加藤マニが手掛けたもので、大型バスや救急車、タクシーなどがひしめき合う不思議なシチュエーションでメンバーが演奏するという内容になっている。
2023年3月、シングル「最終兵器ディスコ」配信開始。服部加入。「ぼくらのラプソディー」に続き映像監督・加藤マニがMVを手掛ける。同年6月、シングル「なんてったっけタイトル」配信開始。同年8月、シングル「中野シャンゼリゼ - 麦酒大学のテーマ-」配信開始。中野にあるビアバー「麦酒大学」のテーマソングとしてコラボレーション。この曲をきっかけに中野区長への表敬訪問や中野区のイベントへの出演も果たした。同年10月、シングル「君が生きる理由」配信開始。全国37ラジオ局・番組でパワープレイを獲得した。1stアルバム「少年キッズボウイ 1」をタワレコ限定パッケージとしてCDリリース。2023年10月度のタワレコメンに選出。
2024年4月、シングル「ダイムバッグ・ヒーロー」配信開始。ダウ90000単独公演「30000」テーマ曲。MVにはダウ90000メンバーの道上珠妃と吉原怜那が出演。

## ディスコグラフィー

### EP
|     | 発売日         | タイトル | 収録曲                                                | 規格                   | レーベル          |
| --- | -------------- | -------- | ----------------------------------------------------- | ---------------------- | ----------------- |
| 1st | 2020年10月28日 | EP       | 1. 海を見に行く 2. ハーバリウム 3. 告別式では泣かない | デジタル・ダウンロード | Yamagishi Records |

### シングル
|      | 発売日         | タイトル                             | 動画       | 規格                   | レーベル          |
| ---- | -------------- | ------------------------------------ | ---------- | ---------------------- | ----------------- |
| 1st  | 2021年6月2日   | 春の子供 / だってTAKE IT EASY        | [ 動画 1 ] | デジタル・ダウンロード | Yamagishi Records |
| 2nd  | 2021年12月22日 | 月刊ムー                             |            | デジタル・ダウンロード | Yamagishi Records |
| 3rd  | 2022年1月26日  | 南池袋セントラルパーク               | [ 動画 2 ] | デジタル・ダウンロード | Yamagishi Records |
| 4th  | 2022年8月10日  | スラムドッグ・サリー                 | [ 動画 3 ] | デジタル・ダウンロード | Yamagishi Records |
| 5th  | 2022年12月7日  | ぼくらのラプソディー                 | [ 動画 4 ] | デジタル・ダウンロード | Ladder Records    |
| 6th  | 2023年3月15日  | 最終兵器ディスコ                     | [ 動画 5 ] | デジタル・ダウンロード | Ladder Records    |
| 7th  | 2023年6月28日  | なんてったっけタイトル               | [ 動画 6 ] | デジタル・ダウンロード | Ladder Records    |
| 8th  | 2023年8月9日   | 中野シャンゼリゼ - 麦酒大学のテーマ- | [ 動画 7 ] | デジタル・ダウンロード | Ladder Records    |
| 9th  | 2023年10月4日  | 君が生きる理由                       | [ 動画 8 ] | デジタル・ダウンロード | Ladder Records    |
| 10th | 2024年4月8日   | ダイムバッグ・ヒーロー               | [ 動画 9 ] | デジタル・ダウンロード | Ladder Records    |
| 11th | 2024年7月17日  | 告別式では泣かない                   |            | デジタル・ダウンロード | Balami            |

### アルバム
|     | 発売日         | タイトル           | 規格       | レーベル       | 備考                            |
| --- | -------------- | ------------------ | ---------- | -------------- | ------------------------------- |
| 1st | 2023年10月25日 | 少年キッズボウイ 1 | アルバムCD | Ladder Records | ※タワレコ限定パッケージリリース |

## パワープレイ

### 「最終兵器ディスコ」
- 2023年3月度 TOKYO FM「Skyrocket Company」スカレコ～社員のうた～[10]

### 「ぼくらのラプソディー」
- 2023年1月度 東海ラジオパワープレイ「RUSH HOUR」[11]
- 2022年12月19日-23日 FM佐賀「CHANGE」リコメンド楽曲Fms Weekly Push!
- 2022年12月度 FM長崎スマイルカッツコア[12]

## 出演

### テレビ
- フジテレビ「Love music」（2023年5月21日、LIVE ARTIST出演）[13]
- テレビ朝日「ダウ★ツーマン」（2024年7月1日、8日、15日、22日出演）[14]

### ラジオ
- TOKYO FM「Skyrocket Company」（2023年3月27日、ゲスト出演）[15]
- 朝日放送ラジオ「ABCミュージックパラダイス」（2023年5月9日、リモートゲスト出演）[16]
- JFN系列「蓮見翔のAuDee CONNECT」（2023年11月8日出演）[17]

### 動画
1. ↑  “少年キッズボウイ「春の子供 」【Official Music Video】”. 2023年4月22日閲覧。
2. ↑  “少年キッズボウイ「南池袋セントラルパーク」【 Official Music Video 】”. 2023年4月22日閲覧。
3. ↑  “少年キッズボウイ「スラムドッグ・サリー」【Official Music Video】”. 2023年4月22日閲覧。
4. ↑  “少年キッズボウイ「ぼくらのラプソディー」【Official Music Video】”. 2023年4月22日閲覧。
5. ↑  “少年キッズボウイ「最終兵器ディスコ」【Official Music Video】”. 2023年4月22日閲覧。
6. ↑  “少年キッズボウイ「なんてったっけタイトル」【Official Music Video】”. 2024年7月12日閲覧。
7. ↑  “少年キッズボウイ×麦酒大学コラボムービー「中野シャンゼリゼ -麦酒大学のテーマ-」【Official Video】”. 2024年7月12日閲覧。
8. ↑  “少年キッズボウイ「君が生きる理由」【Official Music Video】”. 2024年7月12日閲覧。
9. ↑  “少年キッズボウイ「ダイムバッグ・ヒーロー」【Official Music Video】”. 2024年7月12日閲覧。